# Jhammar
Jhammar fou un petit estat tributari protegit de l'Índia, a l'agència de Kathiawar, al Kathiawar, província de Gujarat, presidència de Bombai, format per un sol poble, Jhammar, amb dos tributaris separats. La capital Jhammar és a uns 15 km al nord de Wadhan. Els thakurs que governaven eren un del clan jhala rajput i un altre dels bhayads de Wadhan. Els ingressos s'estimaven en 401 lliures i el tribut que es pagava al govern britànic era de 46,8 lliures. La població el 1872 era de 584 habitants el 1881 de 717.